# Usk (plaats in Wales)
Usk is een plaats in Wales, in het bestuurlijke graafschap Monmouthshire en in het ceremoniële behouden graafschap Gwent. De plaats telt 2.318 inwoners.

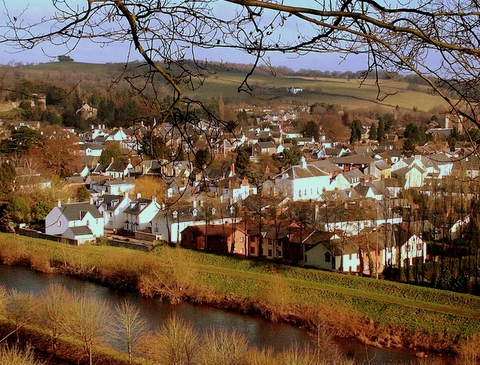
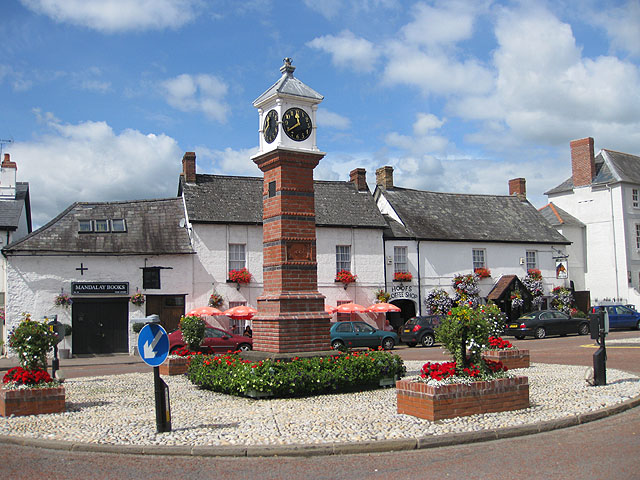
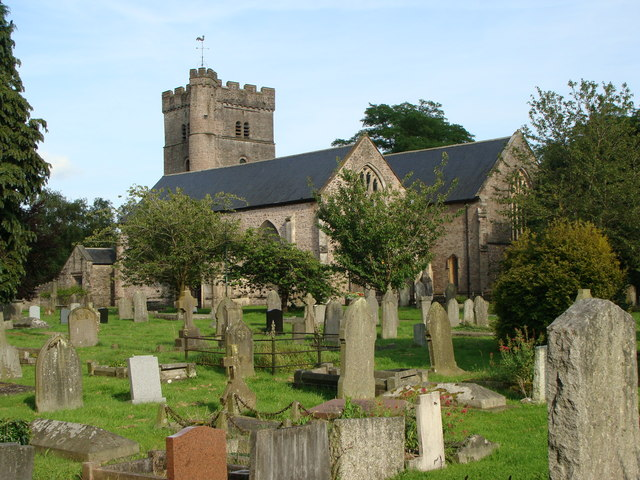
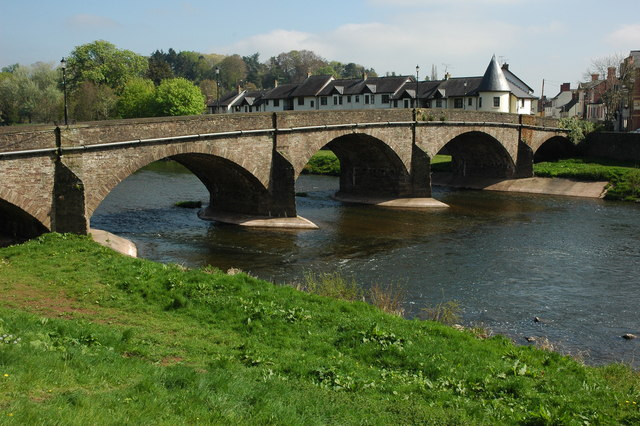
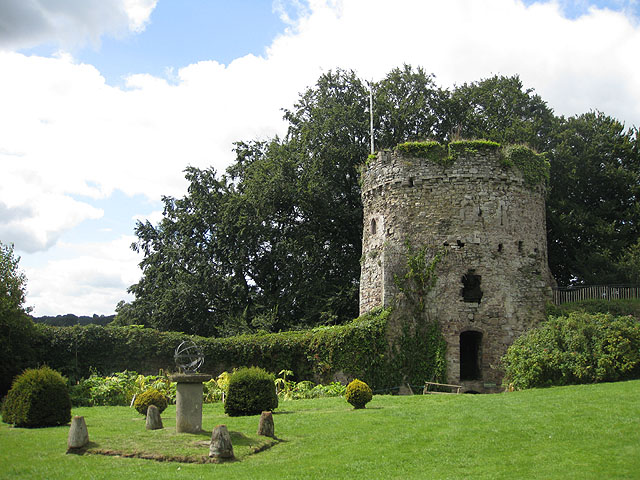
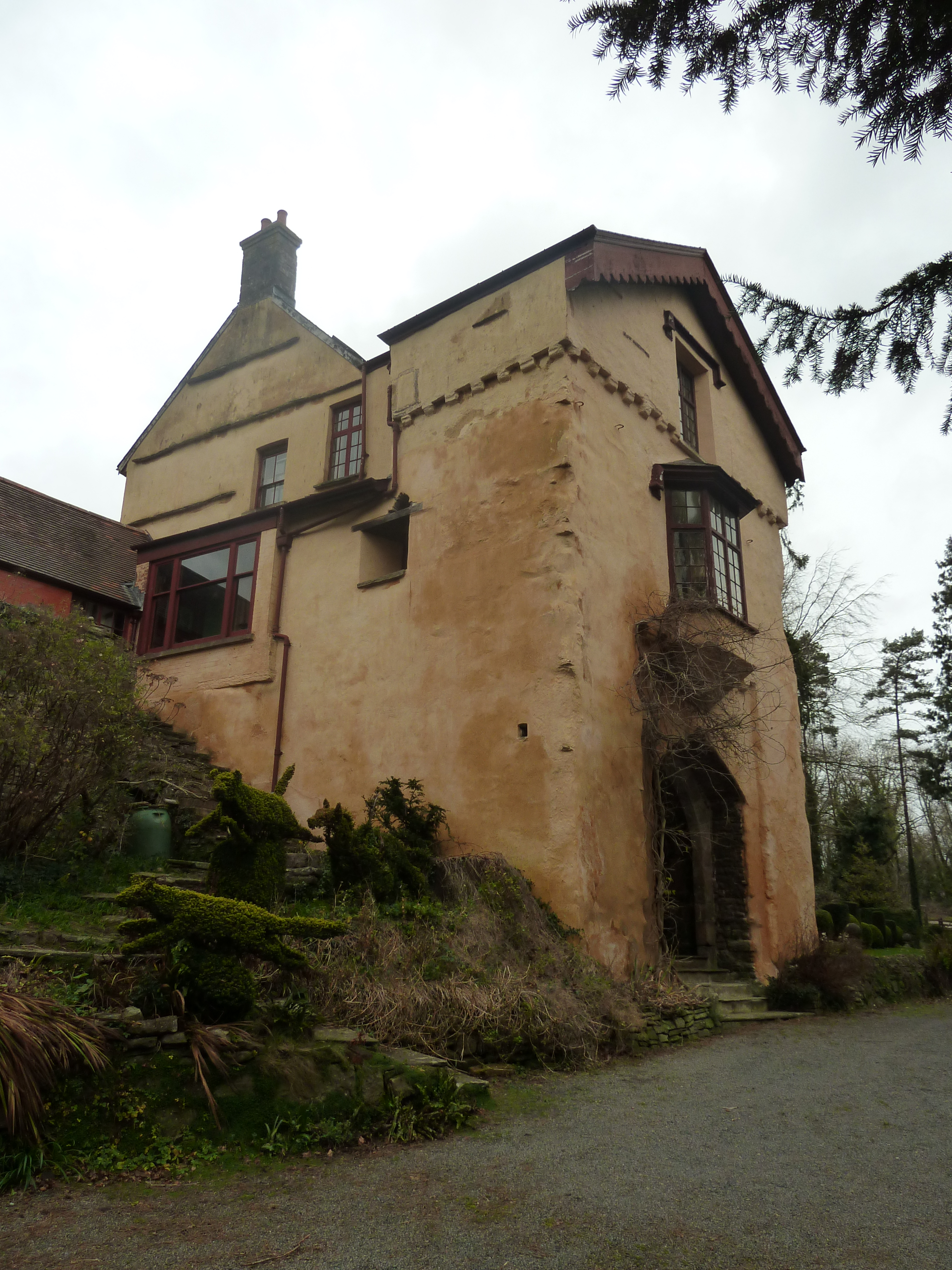
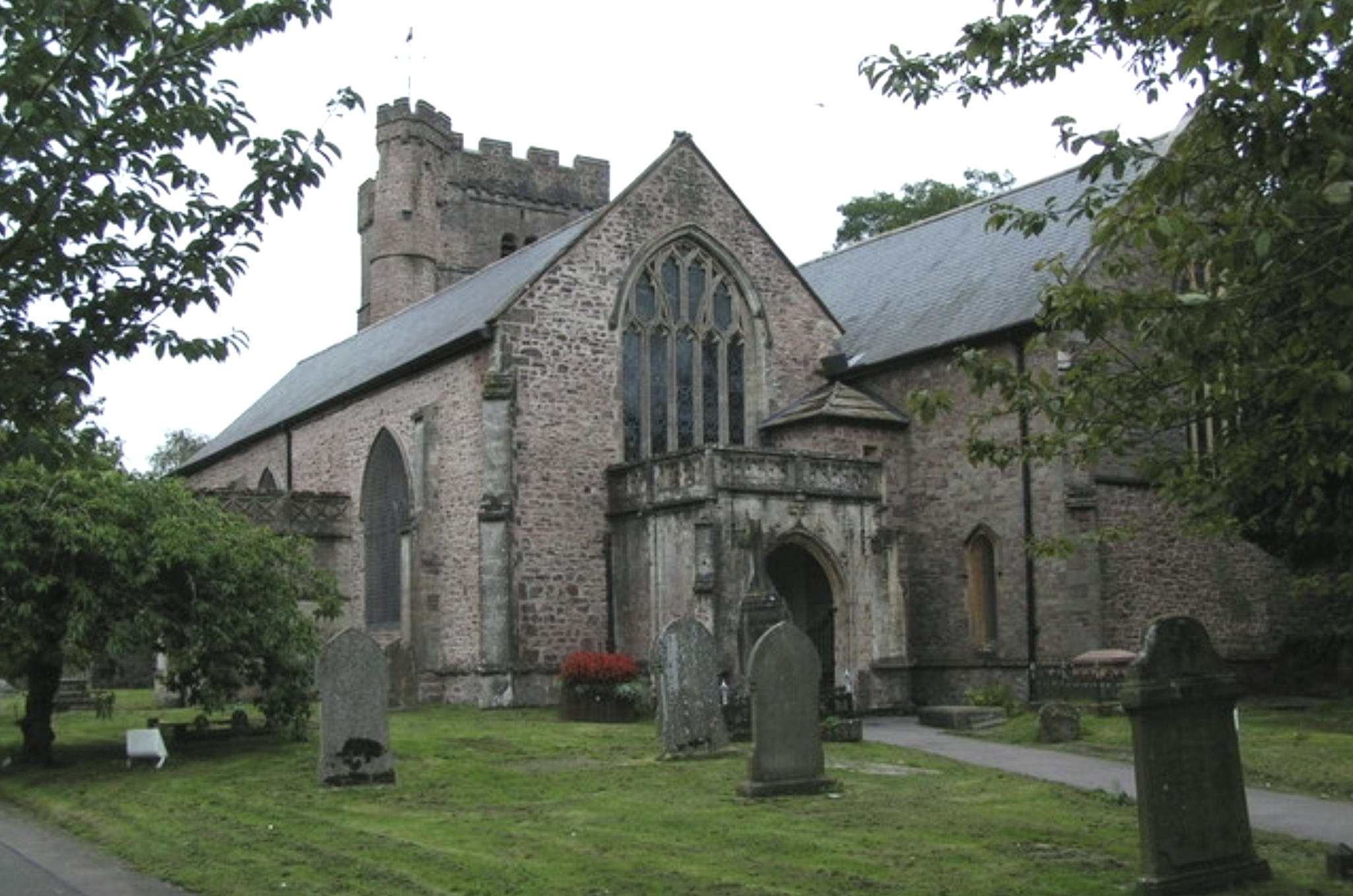
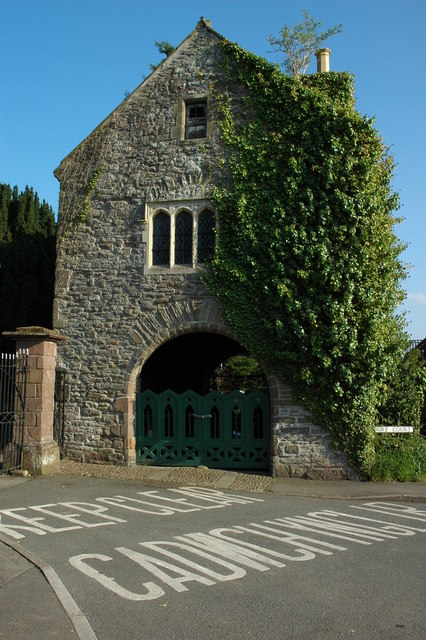
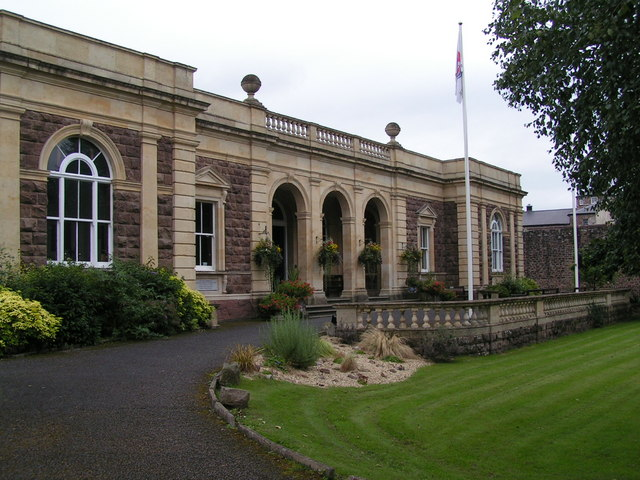

## Geboren
- Alfred Russel Wallace (1823–1913), Brits natuuronderzoeker, geograaf, antropoloog en bioloog (entomoloog).